# Dora Maček
Dora Maček (Zagreb, 19. rujna 1936.) anglistica je, prevoditeljica i professor emerita Filozofskoga fakulteta Sveučilišta u Zagrebu.
Studirala je germanistiku i anglistiku na Filozofskom fakultetu te engleski jezik na Sveučilištu u Edinburghu, gdje se specijalizirala za povijest engleskoga te njegove dijalekte i standard. Na svoje je bavljenje engleskim jezikom nadovezala i proučavanje skandinavskih jezika, s kojih je i najviše prevodila. Na matičnom je fakultetu radni vijek provela na Odsjeku za anglistiku, u okviru kojega je ne samo predavala studentima engleskoga jezika i književnosti nego i pokrenula lektorat švedskoga jezika 1985. godine, a potom je bila predstojnicom Katedre za skandinavistiku od njezina osnutka 1994. do 2003. godine.

## Odabrana djela

### Autorska djela
- Staronordijska mitologija i književnost. ArTresor naklada. 2003. ISBN 953-6522-27-6

### Prijevodi
- Islandske sage i priče. 1988. ISBN 864-0100-61-6
- Švedske narodne priče. 1990.

- Sturluson, Snorri. 1997. Edda: Obmanjivanje Gylfija. ArTresor naklada. ISBN 953-6522-06-3
- Svendsen, Lars F. H. 2011. Filozofija zla. TIM press
- Stefánsson, Jón Kalmar. 2018. Ljudsko srce. Fraktura
- Lijepa travnata dolina: islandske sage i priče. ArTresor naklada. 2019. ISBN 978-953-8012-46-4

## Nagrade i priznanja
- Dobitnica Nagrade Iso Velikanović za životno djelo za 2017. godinu, zbog opsežna prevodilačkog opusa sa skandinavskih jezika – staronordijskih te srednjovjekovnog islandskog.